# Armstrong (Manitoba)
Pour les articles homonymes, voir Armstrong.
Armstrong est une municipalité rurale du Manitoba située au centre de la province, au nord de Winnipeg et à l'ouest du Lac Winnipeg. 
La municipalité est composée des communautés d'Inwood, Narcisse, Silver, Meleb, Maloton, Fraserwood, Chatfield et Komarno.
À Narcisse se trouve le Narcisse Snake Pits, lieu de conservation de certains types de serpents.

## Démographie
| 2001  | 2006  | 2011  | 2016  |
| ----- | ----- | ----- | ----- |
| 1 905 | 1 919 | 1 835 | 1 792 |